# Florida
|  | Per a altres significats, vegeu «Florida (desambiguació)». |

Florida o la Florida és l'estat més meridional dels Estats Units d'Amèrica. El nom l'hi va donar Juan Ponce de León en arribar-hi el 2 d'abril de 1513, el dia de Pasqua de Resurrecció o de la Pasqua Florida.
Almenys sis vaixells de la marina dels Estats Units d'Amèrica han estat anomenats Florida en honor d'aquest estat. La capital de l'estat és Tallahassee.

## Geografia
La major part del territori de Florida es troba en una gran península entre el golf de Mèxic i l'oceà Atlàntic.

## Població aborigen
Segons el cens dels EUA del 2000, hi havia censats a l'estat 54.985 amerindis nord-americans (0,3%), i 47.265 el 2010.

## Història
Article principal: Florida Espanyola

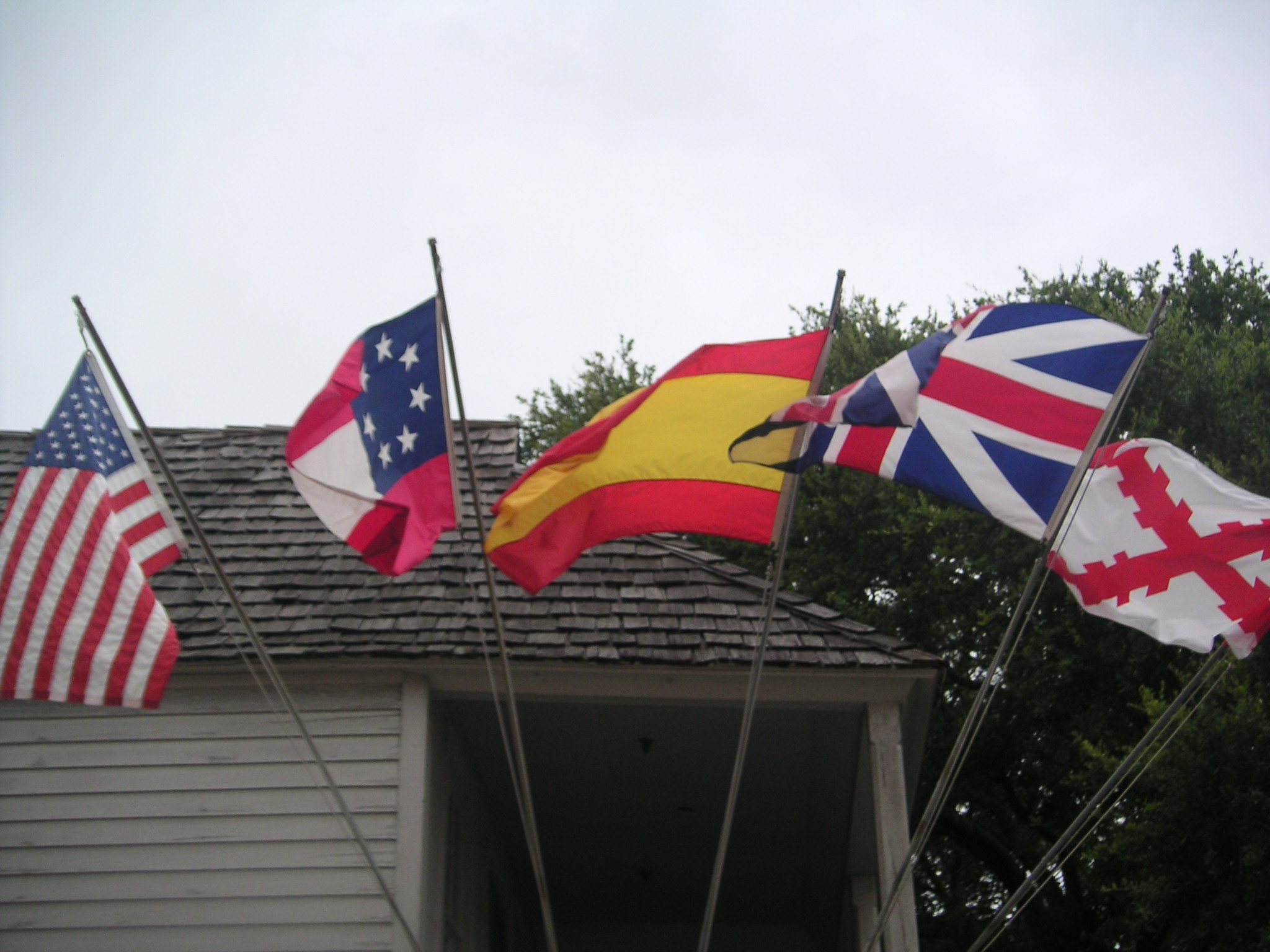
Cinc de les banderes que ha tingut l'estat de Florida

### Indígenes de Florida abans de l'arribada dels europeus
Els descobriments arqueològics indiquen que Florida estava habitada milers d'anys abans de qualsevol establiment europeu. Dels molts pobles indígenes, els més grans que es coneixen eren els ais, els apalachees, els calusa, els timucua i les tribus de Tocobago. La regió va ser habitada contínuament a través del període arcaic (fins al voltant de 2000 aC). Després de prop del 500 aC la cultura arcaica prèviament relativament uniforme començà a fondre's en diferents cultures locals.

### Arribada dels europeus a Amèrica
Va ser explorada conjuntament per Juan Ponce de León, els Germans Pinzón, Juan Díaz de Solís i Américo Vespucci quan navegaven entorn del golf de Mèxic, mentre que la part oriental va ser reconeguda en 1498 per Juan Caboto. Al començament del segle xvi, diverses disposicions que autoritzaven portar a indígenes d'aquells llocs on no hi hagués or, permeten suposar que van arribar a Florida (llavors considerada com illa sota el nom de Bimini) diversos viatgers més, desconeguts, fins que el 2 d'abril de 1513, Ponce de León va prendre possessió d'aquella suposada illa donant-li la denominació actual, bé per la bellesa de la seva terra o per la festivitat de la Pasqua Florida. Segons la tradició el principal motiu que va portar a Ponce de León a incursionar en aquesta part d'Amèrica del Nord va ser trobar la Font de Juvencia (o font de l'eterna joventut) que relats indígenes suposaven que es localitzava en un dels dolls o al fons d'un gual de la península de la Florida. No devia ser el primer espanyol que va arribar a aquesta terra, ja que va trobar almenys un natiu el 1513 que podia parlar en castellà.
Hernández de Córdoba l'aconsegueix, juntament amb Antón d'Alaminos, en 1517; més tard Juan de Grijalva (1518), Camargo (1519) i, sobretot, Álvarez de Pineda comproven, en completar l'exploració del golf de Mèxic, la continentalitat de Florida. Amb les notícies donades per aquests descobridors, el Papa Lleó X va erigir el 5 desembre 1520 la diòcesi de Santiago de la Florida.
D'altra banda, les expedicions organitzades aquell any per Diego Caballero i Ortiz de Matienzos per capturar indis, tot i ser contràries a les lleis que la Corona espanyola va establir per a la colonització de les Amèriques (les anomenades "Lleis d'Índies"), van ser portades a la pràctica per Gordillo i Quexos i van suposar un problema per a l'establiment de l'Església en aquell lloc. Possiblement això és degut al fet que la segona expedició de Ponce de Lleó, realitzada el 1521, tingués una rebuda hostil i que de les ferides rebudes, aquest morís poc després.
El 1523, Vázquez d'Ayllón va organitzar una expedició, amb autorització de l'emperador Carles I d'Espanya, per buscar el passatge nord a les Illes de les Espècies, explorant la costa oriental de l'actual Estats Units (estats de Virgínia i Carolina del Nord).
Buscant l'estret d'Anián, va recórrer Esteban Muñoz el 1525 les costes atlàntiques des de Terranova fins a Florida. El mateix any Lucas Vázquez d'Ayllón (vegeu Terra d'Ayllón) va enviar a Quexos amb dues naus i després, al juny de 1526, va sortir ell mateix, aconseguint el terme actualment anomenat Fear i morint a l'octubre d'aquell any. L'exploració de les terres continentals va començar amb la desgraciada expedició de Narváez, que l'abril de 1528 va desembarcar als voltants de Tampa. Álvar Núñez Cap de Vaca i quatre supervivents més van creuar Amèrica del Nord d'est a oest en un llarg viatge de vuit anys.
El 1538 va sortir d'Espanya l'expedició capitanejada per Hernando de Soto, que va realitzar una semblant epopeia descobridora, partint també de Tampa, travessant les Muntanyes Apalatxes fins a arribar pràcticament al curs mitjà del riu Mississipi. Cal considerar que del segle xvi fins al final del segle xviii el nom de «La Florida» designava un territori molt més extens que l'actual. El govern de la Florida que s'adjudicava Hernando de Soto abastava els actuals estats de Florida, Geòrgia, Carolina del Sud, Carolina del Nord, Tennessee, Alabama i Mississipi tenint aproximadament per límit septentrional el paral·lel 36 ° N o, una mica més al sud el paral·lel del Cap Medanoso (Cap Hatteras). El 1544 Julián de Sámano, germà del secretari de Carles I, i Pedro de Ahumada, germà de Santa Teresa, van pretendre conquerir Florida, però el rei no va donar l'autorització per evitar abusos. No obstant això, poc després li concedia a fra Luis de Càncer, company de les Cases, perquè la dugués a terme amb la sola predicació de l'Evangeli sense la intervenció de les armes, però abans de fer-ho, Càncer va perir en desembarcar el 1549. Després d'aquest fracàs, Pedro de Santander va proposar la colonització amb gent remunerada per no abandonar als indígenes, assegurar el pas de les flotes i evitar l'assentament d'enemics. El 1558, Guido de Lavezares es va establir a la Badia Filipina (Mobile), i el 14 agost 1559 va fondejar a Panzacola l'expedició de Tristán de Luna. A la badia funda la Vila de Santa Maria, destruïda poc després per un huracà; entre els missioners anava el gran defensor dels indígenes, Domingo de Salazar, després bisbe de Manila. Recorregut el territori, no van poder establir-s'hi i van ser recollits en 1561 per Àngel Villafañe, que va intentar poblar a Santa Elena (actual Parris Island [Carolina del Sud]) sense aconseguir-ho.
La conquesta definitiva es va efectuar el 1562 després de fundar els hugonots francesos una colònia a la costa atlàntica (Fort Caroline), la qual, abandonada poc després, es va restaurar per ordre de l'almirall Coligny, tot i tenir notícies la reina de França per la seva filla, Isabel de Valois, que l'espòs d'aquesta, Felip II, no consentiria la presència d'heretges als seus territoris. Es pretenia amb això atacar la flota d'Índies al creuar el canal de les Bahames, traslladar les guerres de religió al Nou Món i enfrontar l'opinió francesa contra Espanya. Pedro Menéndez d'Avilés es va encarregar d'acabar amb aquests problemes i ho va fer complint les ordres que va rebre del monarca. Després de la victòria, va desplegar una gran activitat i va assegurar la colonització espanyola: va fundar Sant Agustí (l'assentament europeu permanent més antic, 1565, dels actuals EUA) i va establir forts en la badia de Carlos, Tampa, Guale i Santa Elena, així com la missió de Tegesta en territori de l'ètnia Tequesta, pràcticament on avui s'emplaça Miami, assegurant la seva comunicació per mar; i va fer amistat amb els cacics veïns, als que van intentar cristianitzar els primers jesuïtes arribats al Nou Món a petició seva. Un d'ells, el P. Martínez, va ser sacrificat pels indígenes. Fracassada l'evangelització en el sud de la península, els jesuïtes es van establir el 1570, totalment sols, a la regió de Ajacan (Virgínia), on van ser martiritzats, lliurant únicament un nen de doctrina. El 1572 la Companyia de Jesús va abandonar Florida, sent substituïda per l'Orde de Sant Francesc. La primera dècada franciscana va ser una època turbulenta en la qual es van abandonar els llocs missioners, encara que es van tornar a ocupar més tard assolint el seu definitiu assentament.
El corsari-pirata anglès Francis Drake va cremar el 1586 Sant Agustí quan ja estava erigida l'església parroquial i l'ajuntament, que es van haver de reconstruir. El 1587 s'havien fundat els pobles de Tolomato, Topiqui, Nom de Déu, Sant Sebastià, Sant Antoni, Sant Pere i Sant Joan. El 1588 es va intentar restablir la missió d'Ajacan. A mitjan setembre de 1597 van ser martiritzats 5 frares, però set anys després ja regnava la normalitat, donant començament una època de fort èxit missioner i convertint-se per tot arreu pobles sencers d'indígenes. El 1607 els anglesos es van establir a l'actual Virginia, prop de la badia de Chesapeake, i van fundar Jamestown. Espanya va considerar el fet com una usurpació i una amenaça, i va reaccionar immediatament, encara que dèbilment. El 1609 Felip III va enviar una expedició contra aquest establiment al comandament del capità Fernández d'Écija i els alferes Juan Rodríguez de Cartaya i Juan de Santiago, però atès que era insuficient la seva força no la va atacar, limitant-se a provocar les hostilitats d'indis contra anglesos; aquesta tècnica indirecta de guerra després revertiria contra l'establiment espanyol, i llavors no va tenir eficàcia perquè el rei d'Espanya, per atreure a Anglaterra, contemporitzar amb els seus colons, doncs esperava que fracassessin per si sols, el que no va esdevenir. Mentrestant apareixien noves missions franciscanes entre els indis. I així, el 1612, es van crear les de Geòrgia, i dos anys després ascendien a 20 els pobles d'indígenes cristians aixecats a Florida. El 1633 van començar les missions d'Apalache, amb les quals, el 1634 ascendien ja a 44 els establiments de missioners i 30.000 els indígenes convertits al cristianisme, repartits per un territori situat a més de 200 km de l'Atlàntic.
Després del saqueig del bucaner anglès John Davis a Sant Agustí i la rebel·lió dels indis apalaches que va provocar el retrocés d'aquelles pròsperes missions, els anglesos, aprofitant aquestes circumstàncies, van avançar a poc a poc cap al sud i van consolidar les seves posicions a l'establir-se el 1670, i de manera definitiva, a Charleston (Carolina del Sud), quedant només entre els assentaments espanyols de la Florida i la dels anglesos de Carolina les missions de l'actual estat de Geòrgia.
A conseqüència de l'atac del pirata anglès Robert Searle a Sant Agustí el 1668, es va decidir substituir el fort de fusta i edificar un castell de pedra per protegir millor la ciutat. La construcció del Castell de Sant Marc va començar l'octubre de 1672. Els treballadors van ser portats des de l'Havana, Cuba, i els treballs es van allargar vint anys, sent completats el 1695.
El 1674 van tornar nous missioners espanyols a l'actual Geòrgia. A prop de l'antiga Vila de Santa Maria 1559 (destruïda per un huracà), els espanyols es van restablir quinze anys després i van fundar Panzacola, al golf de Mèxic i en la badia de Pensacola, per protegir-se contra un possible assentament francès. Així i tot, per falta de mitjans, els francesos van ocupar i van poblar la veïna colònia de Louisiana, separant així el virregnat de Nova Espanya del de la Florida, la qual es va mantenir en la Capitania General de Cuba.
Durant la Guerra de Successió espanyola es va combatre violentament, recolzant-se cada contendent en les tribus d'indígenes veïnes. El 1702 van ser destruïdes les altres missions a la regió dels Apalatxes i atacat novament Sant Agustí, encara que l'artilleria britànica va ser ineficaç contra els murs del Castell de Sant Marc. Una flota procedent de l'Havana va obligar els britànics a cremar els seus vaixells per evitar la seva captura i a batre's en retirada per terra. Abans de marxar, van calar foc a la ciutat, que va quedar parcialment destruïda.
En contestació, hi va haver un atac franc-espanyol contra Charleston el 1706, que va quedar en una escaramussa. Amb el temps, totes les missions de la part nord de Florida van quedar destruïdes i deshabitades, ocasió que va aprofitar l'anglès James Oglethorpe per crear una nova colònia anglesa, anomenada Geòrgia, entre el riu Savannah (o la grafia espanyola Yamacraf) i Altamaba. D'aquesta manera va ser reduint-se progressivament l'extensió territorial de la primitiva Florida.
El 1739 va esclatar la Guerra del Asiento. La causa immediata de la conflagració va ser un incident prop de la costa de Florida quan el capità d'un guardacostes espanyol, Juan León Fandiño, va interceptar el Rebbeca al comandament de Robert Jenkins i li va fer tallar a aquest una orella; després de la qual cosa el va alliberar amb aquest insolent missatge: "Vés i digues al teu Rei que el mateix li faré si al mateix s'atreveix". Aquest succés va enardir l'opinió pública britànica i va donar lloc al fet que el Regne Unit declarés la guerra a Espanya. El general Oglethorpe va atacar i va conquerir el Fort Mosé, defensat per 100 reclutes de raça negra. Després de rebre notícies d'això, el contraatac espanyol no es va fer esperar i aquella mateixa nit les tropes de Montiano van assaltar el Mosé matant o capturant a més de 100 britànics de la guarnició que havia quedat allà, mentre Oglethorpe i el gruix de les seves tropes (més de 1.000) instal·laven uns canons i posaven setge per segona vegada al Castell de Sant Marc, confiant a poder rendir-lo amb un bombardeig continu. No obstant això, un petit navili espanyol va poder evadir el bloqueig i donar avís a l'Havana, des d'on es van enviar subministraments, acabant als 38 dies el setge sense haver aconseguit els britànics retre el castell.
Durant la guerra de Successió d'Àustria es va tornar a combatre a la frontera americana del territori espanyol i britànic (l'actual Geòrgia). El 1740, de nou Oglethorpe va posar setge per tercera vegada a Sant Agustí, però va fracassar, encara que després d'exterminar la major part dels timucua (aliats d'Espanya) els britànics van capturar el fort espanyol de fusta de Sant Simó (actual Geòrgia) i així van controlar el territori al nord de l'actual Florida amb el nom de Geòrgia. Davant la pressió britànica el 1748 Espanya va negociar amb els Cric (grup Muscoguí antecedent dels Seminolas), Chacta i Chicaza, que poblaven el territori dels actuals estats situats al sud del riu Tennessee i l'oest de Geòrgia, i van signar tractats amb el rei d'Espanya, el qual es va convertir virtualment en el seu protector. Un refugiat realista va organitzar la societat mercantil Panton, Leslie i Companyia, que va establir, amb permís espanyol, llocs de comerç a la Florida i va traficar amb els indígenes proveint d'armament i subministraments. Aquestes tribus es van dedicar a atacar els poblats fronterers britànics.
Pel Tractat de París de 1763, la Florida va ser cedida per Espanya al Regne Unit de Gran Bretanya, juntament amb els territoris a l'est i sud-est del Mississipi. Del Regne Unit obté la devolució del port de l'Havana i la ciutat de Manila (Filipines), ocupades durant la guerra dels set anys (1756-1763) a la qual Espanya es va veure abocada a entrar el 1761).
Com a compensació a Espanya per la pèrdua de la Florida, el Regne de França (que per guanyar-se la participació aliada d'Espanya en la Guerra dels set anys, ja l'havia ofert segons el secret Tractat de Fontainebleau (1762)), cedeix a Espanya la Louisiana: es tractava dels immensos territoris que des de 1673 havien reclamat després de les seves exploracions que descendien de les seves colònies a Nova França (actual Quebec, i la Acadia, Canadà, pel riu Mississipi i que havien estat nomenats Louisiana en honor del Rei Sol. Els britànics van dividir els territoris rebuts en 1763 en dues parts:
Florida Oriental, amb capital a Sant Agustí. Ocupava en gran manera la península d'aquest nom, que forma l'actual estat nord-americà de Florida (sense les ciutats de Mòbile i Pensacola).
Florida Occidental, amb capital a Pensacola. El seu territori forma avui part dels estats de Mississipi, Alabama i Florida.
Granaders espanyols i el batalló de l'Havana entren a Fort George durant la Batalla de Pensacola.
El segon període sota sobirania espanyola es va produir durant la Guerra de la Independència dels Estats Units quan els espanyols van recuperar la Florida Occidental el 1779 després de les batalles de Baton Rouge, Fort Charlotte, San Fernando d'Omoa i Mobile i la Florida Oriental després de la cèlebre victòria a la batalla de Pensacola (març-maig de 1781), en la qual Bernardo de Gálvez, governador espanyol de la Louisiana (espanyola des de 1763), va reunir tropes vingudes des de diferents punts de l'Imperi per fer front als britànics i va portar proveïments addicionals de Cuba, la Louisiana, etc., reunint un exèrcit d'uns set mil homes, una mida considerable per a l'època. Aquest exèrcit va derrotar a les tropes britàniques de John Campbell, aconseguint una victòria decisiva.
Poc temps després, Gálvez es va apoderar de l'illa de Nova Providència a les Bahames, impedint l'últim pla britànic de resistència, de manera que va mantenir el domini espanyol sobre el Carib i va accelerar el triomf de les armes nord-americanes sobre els britànics.

### Després de la independència dels Estats Units
Sent Jamaica l'últim reducte britànic d'importància al Carib, Gálvez es va disposar a organitzar un desembarcament a l'illa per sumar-la als territoris sota sobirania espanyola però, enmig dels preparatius, el va sorprendre la fi de la guerra. Al final de la contesa, La Florida (Florida oriental i occidental) va ser retornada oficialment a Espanya pel Tractat de Versalles de 1783; també va conservar els territoris recuperats de Menorca i va recuperar les costes de Nicaragua, Hondures (Costa dels Mosquits) i Campeche. Es reconeixia a més la sobirania espanyola sobre la colònia de Providència. Si bé la Florida va romandre oficialment sota la sobirania espanyola fins al 1821, aquesta no dominava totalment el territori per les tendències independentistes de part dels seus habitants, bé perquè eren ex-colons britànics, bé perquè durant el període de la intervenció francesa a la península Ibèrica entre 1808 i 1814 havien rebut influència de les idees revolucionàries franceses i, d'altra banda, a causa dels enormes recursos que els espanyols van requerir per expulsar al major exèrcit d'aquell temps.
A la petita Florida Occidental, els espanyols van haver d'evacuar les seves tropes de Mòbile (Alabama) a l'abril de 1813 a la capital Pensacola i els Estats Units es va apoderar de la ciutat en el context de la Guerra Anglo-Americana de 1812-1815, reclamant com a part de la compra de Louisiana als francesos uns anys abans.
Davant la precària situació de la Colònia, el 29 de juny de 1817, el general Gregor MacGregor (per ordre de Simón Bolívar) va prendre militarment Amelia, a la Florida Oriental, situada a l'illa del mateix nom a 35 milles al nord de Vacapilatca (avui Jacksonville) a la frontera amb Geòrgia. Dies després, insurgents floridans al nord de Vacapilatca cridaren a la població per proclamar la independència d'Espanya i declarar la «República de Florida», establint la seva capital a la localitat fortificada de Fernandina. Sota les ordres del corsari francès Luis Aury, es va organitzar una petita flota que va participar activament en els successos que van resultar en la creació de la nació de la Florida, militaritzant la costa davant d'una inevitable invasió espanyola des de l'Havana.
Aprofitant aquests esdeveniments, el president nord-americà, James Monroe, i el seu secretari d'Estat, John Quincy Adams, van ordenar una operació marítima i terrestre per apropiar-se de la Florida. El setembre del 1817, un gran desplegament militar nord-americà recolzat amb tropes espanyoles procedents de l'Havana va desembarcar en Amelia i d'allí es va dirigir a Fernandina per sotmetre els rebels a sang i foc, capturant a les autoritats que defensaven la insurgència a la Florida.
En 1818, Andrew Jackson va envair la Florida Oriental en el que la història americana anomena Primera Guerra Seminola i aquest fet li va valer el suport popular al seu país i el del Govern, sent president Monroe i secretari d'Estat John Quincy Adams, qui, amb el Tractat d'Adams-Onís de 1819 va forçar a una afeblida Espanya a lliurar el que li quedava del seu territori colonial a canvi de cinc milions de dòlars no pagats, sinó destinats a abonar reclamacions nord-americans contra Espanya.
L'annexió nord-americana del territori acaba finalment el 1821 quan el govern liberal que havia enderrocat a Ferran VII va ratificar el tractat, any que va marcar la intensificació de la guerra contra les tribus seminoles que habitaven la península per establir colons nord-americans i conformar el que és avui l'estat més meridional dels Estats Units d'Amèrica.
La gran majoria de la població espanyola a la Florida va emigrar a Cuba i la petjada espanyola es va acabar diluint, sent avui escassa (esglésies, edificis governamentals, fortaleses...) i els seus descendents escassos. La Segona Guerra Seminola va començar el 28 de desembre de 1835 amb la Massacre de Dade, quan els seminoles van emboscar a les tropes de l'exèrcit que marxaven des de Fort Brooke (Tampa) a reforçar Fort King (Ocala), matant o ferint mortalment a tots menys un dels 108 soldats. Entre 900 i 1.500 guerrers indis seminoles van guerrejar efectivament, emprant les tàctiques de guerrilla apreses dels espanyols contra les tropes de l'exèrcit dels Estats Units durant set anys. El jove cap seminola Osceola va arribar a simbolitzar la resistència indígena a la Florida. Després que aquest fos detingut, els seminoles van entaular negociacions i van pactar una treva el 1837. Osceola va morir a la presó un any després i la guerra es va perllongar fins al 1842.
El 3 de març de 1845, Florida es va convertir en l'estat número 27 dels Estats Units d'Amèrica. La Tercera Guerra Seminola va durar des del 1855 fins al 1858 i va suposar l'extermini de la majoria dels seminoles restants. Després de tres guerres sagnants, la majoria dels pocs seminoles supervivents van ser forçats a l'exili i deportats a reserves indígenes dels Creek a l'oest del riu Mississipi. Uns centenars de seminoles i el seu líder, Aripeka (Sam Jones), van romandre als Everglades i es van negar a abandonar la terra natal dels seus avantpassats. Els seus descendents es mantenen encara avui al sud de la Florida.
La batalla d'Olustee es va realitzar el 1864 en el marc de la Guerra Civil. Els colons blancs van començar a establir-hi plantacions de cotó a Florida, en què es requeria el treball de nombrosos esclaus. El 1860 a la Florida només hi havia 140.424 persones, de les quals el 44% eren esclaus. Hi havia menys de mil persones de color lliures abans de la Guerra Civil.
El 10 de gener de 1861, abans de l'inici de la guerra civil, Florida va declarar la seva secessió de la Unió i deu dies després, l'estat es va convertir en membre fundador dels Estats Confederats d'Amèrica. Durant el conflicte, es va lliurar la batalla d'Olustee prop de Lake City (Florida) el 20 de febrer de 1864. Va ser la major batalla que es va lliurar en aquest estat durant la contesa i va acabar amb la victòria de les tropes de la Confederació. La guerra va acabar el 1865. El 25 de juny de 1868, es va restaurar la representació de la Florida al Congrés dels Estats Units.

### Segle XX i actualitat
Fins a la meitat del segle xx, Florida va ser l'estat meridional de menys població. L'any 1900 la seva població era de només 528.542 persones, de les quals gairebé el 44% eren afroamericans. El morrut devastat els cultius de cotó, i linxaments de principis del segle XX i la violència racial causat un nombre rècord dels afroamericans a sortir de l'estat al Gran la migració a les ciutats industrials del nord i del medi oest. Quaranta mil negres, aproximadament una cinquena part de la seva població de 1900, van deixar de millors oportunitats.
Històricament, l'economia de la Florida es basa en productes agrícoles com la ramaderia, la canya de sucre, cítrics, tomàquets i maduixes. La prosperitat econòmica en la dècada de 1920 va estimular el turisme a la Florida i el desenvolupament d'hotels i comunitats turístiques relacionades. Combinat amb la seva sobtada elevació de perfil va ser l'auge de la terra de la Florida de la dècada de 1920, que va reunir un breu període de desenvolupament de la terra intens. Els devastadors huracans de 1926 i 1928, seguit per la caiguda de la borsa i la Gran Depressió, van portar aquest territori a gairebé la ruïna.
L'economia de la Florida no es va recuperar plenament fins que es va desenvolupar el creixement militar durant la Segona Guerra Mundial. El clima, temperat per la creixent disponibilitat d'aire condicionat, i un baix cost de la vida van fer d'aquest estat un refugi. La migració de la Rust Belt i el nord-est va fer augmentar bruscament la població després de la guerra. En les últimes dècades, més immigrants han arribat a ocupar els llocs de treball en una economia en desenvolupament. Amb una població de més de 18 milions segons el cens de 2010, la Florida és l'estat més poblat al sud-est dels Estats Units, el segon estat més poblat al sud després de Texas, i la quarta més poblada dels Estats Units.

## Economia
El producte brut estatal de Florida l'any 2007 va ser de 734.500 milions de dòlars. La renda per capita va ser de 36.665 $.
L'economia de Florida es basa principalment al turisme. Uns 60 milions de turistes la visiten cada any.

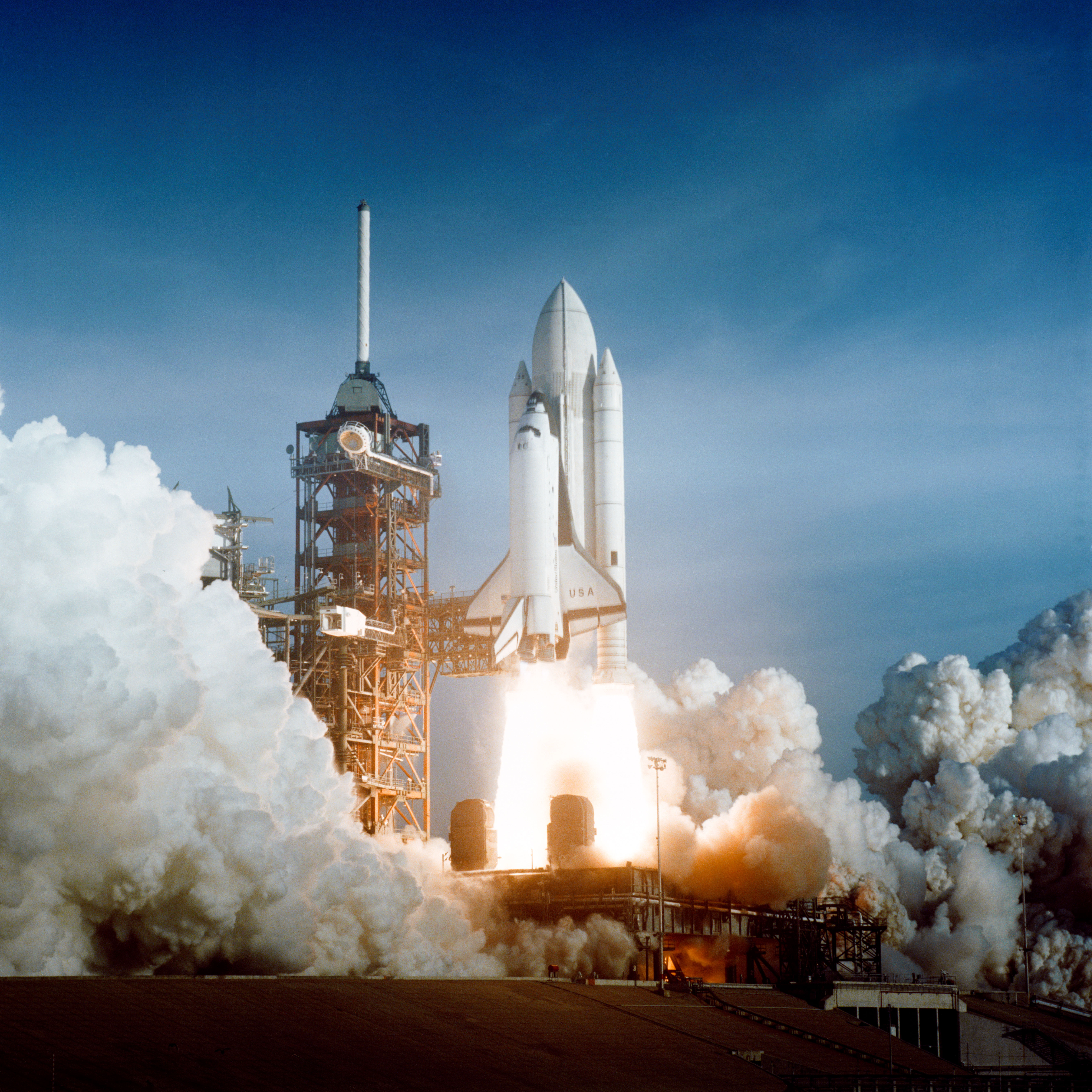
Enlairament del transbordador Columbia, a Cap Canaveral

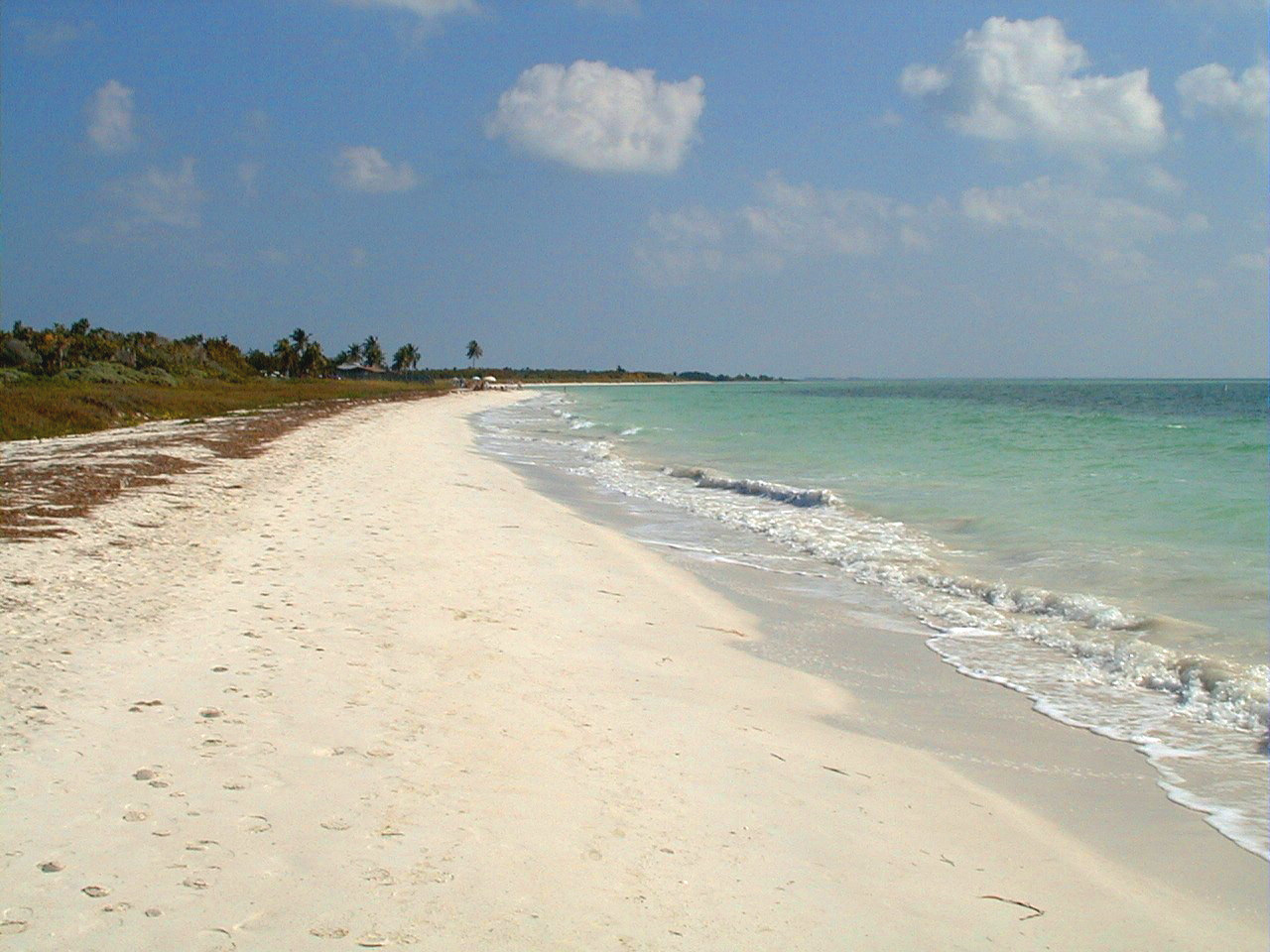
Platja de la Bahia Honda, als Florida Keys

## Transports

### Aeroports
Els principals aeroports internacionals de Florida són Fort Lauderdale-Hollywood International Airport, Miami International Airport, Orlando International Airport i Tampa International Airport.

## Educació
Les escoles primàries i secundàries de Florida són administrades pel Departament d'Educació de Florida.

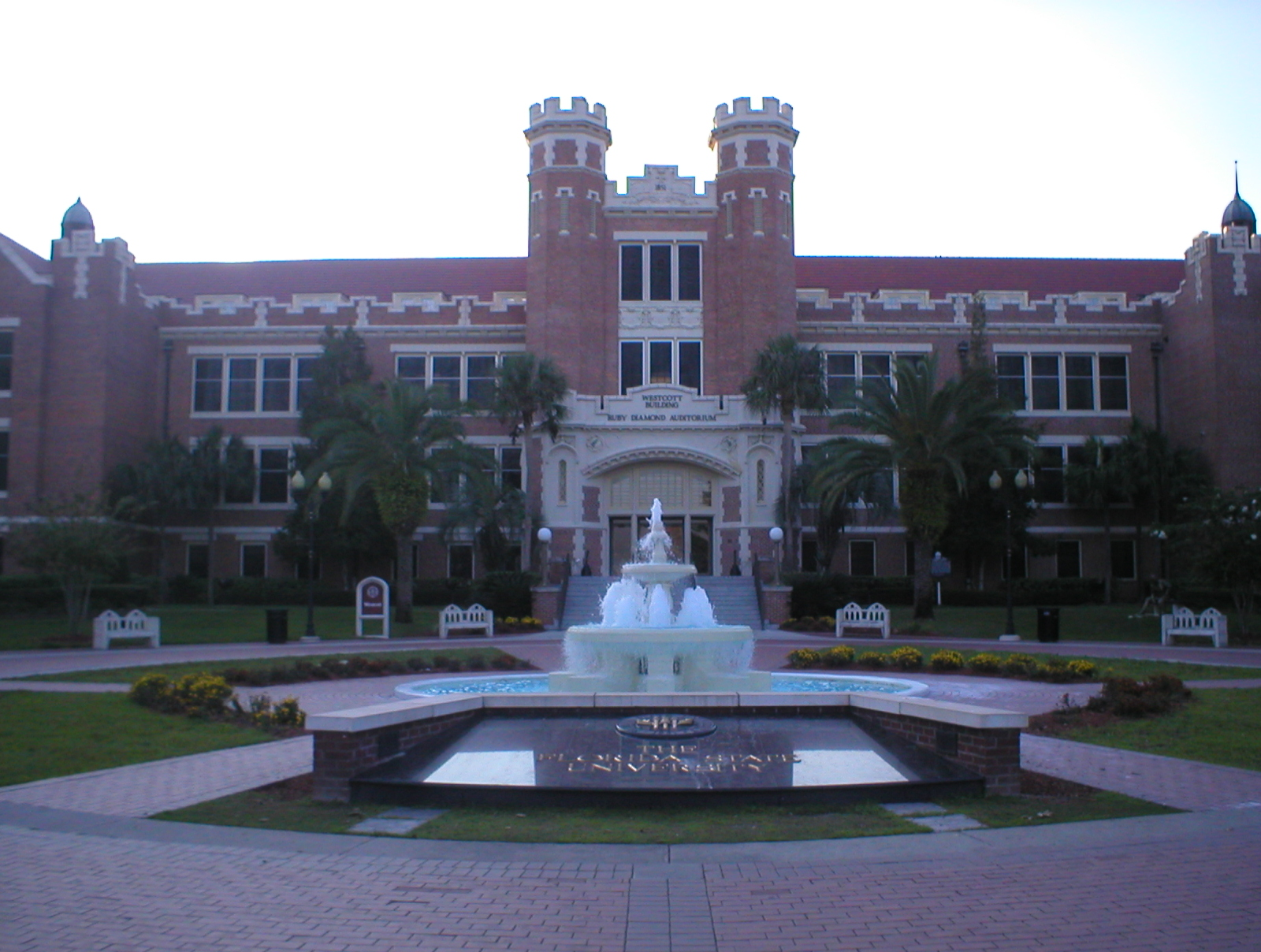
Edifici Westcott, de la Universitat Estatal de Florida, a Tallahassee

## Àrees protegides
- Reserva Nacional del Gran Xiprer[4]
- Parc Nacional Biscaí[5]
- Costa Nacional de Canaveral[6]
- Monument Nacional del Castillo de San Marcos[7]
- Monument Commemoratiu Nacional a De Soto[8][9]
- Parc Nacional de les Tortugues Seques[10]
- Parc Nacional dels Everglades[11][12]
- Monument Commemoratiu Nacional a Fort Caroline[13]
- Monument Nacional del Fort Matanzas[14]
- Costa Nacional de les Illes del Golf (parcial)[15]
- Reserva Ecològica i Històrica de Timucuan[16]

## Geografia

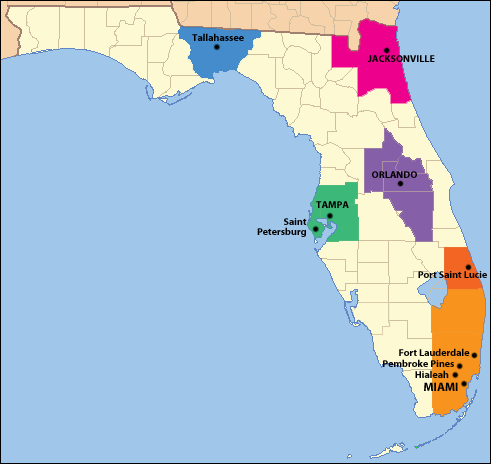
Mapa de les majors i més importants ciutats de Florida.

A Florida les ciutats més importants són: Tallahassee, Jacksonville, Miami, Tampa, Orlando i Port Saint Lucie. Tallahassee és la capital de Florida. L'àrea metropolitana més gran en l'estat, així com de tot el sud-est dels Estats Units és l'àrea metropolitana de Miami, amb prop de 5,8 milions de persones. L'àrea de la Badia de Tampa, amb més de 2,8 milions de persones, és la segona més gran; l'àrea metropolitana d'Orlando, amb més de 2,2 milions d'habitants, és la tercera; i l'àrea metropolitana de Jacksonville, amb més d'1,3 milions de persones, és la quarta.
El nom legal a la Florida per a una ciutat, poble o llogaret és "municipi". A la Florida no hi ha diferència legal entre ciutats, pobles i ciutats. El 2012, el 75% de la població vivia a 10 milles (16 quilòmetres) de la costa.
Aquests són els noms de les ciutats més importants de Florida i en quina regió són: Miami es troba a Miami-Dade, Tampa és a Hillsborough, Orlando està a Orange, Sant Petersburg està a Pinellas, Hialeah està a Miami-Dade, Tallahassee és a Lleó, Fort Lauderdale està a Broward, Port St. Lucie es troba a St. Lucie, Cape Coral es troba a Lee.